# Georg Buschan
Georg Hermann Theodor Buschan (Francoforte sull'Oder, 14 aprile 1863 – Stettino, 6 novembre 1942) è stato un etnologo tedesco.

## Biografia
Laureatosi in medicina e chirurgia all'Università di Breslavia, conseguì il dottorato di ricerca all'Università Ludwig Maximilian di Monaco. Tra il 1911 e il 1926 fece dei viaggi nella penisola balcanica, nell'Asia orientale e in Africa, in particolare nel Camerun tedesco.
Fondò e diresse la rivista accademica Centralblatt für Anthropologie, Ethnologie und Urgeschichte, fu condirettore della rivista Ethnologischen Anzeigers e presidente della Società di etnologia e geografia.
La sua opera principale fu l'Illustrierte Völkerkunde, scritta in tre volumi tra il 1910 e il 1926 in collaborazione con molti antropologi dell'epoca, tra cui Felix von Luschan.

## Opere
- Georg Hermann Theodor Buschan, Die Basedow'sche Krankheit, Lipsia e Vienna, Franz Deuticke, 1894.
- Georg Buschan, Vorgeschichtliche Botanik der Cultur- und Nutzpflanzen der alten Welt auf Grund prahistorischer Funde, Breslavia, J. U. Kern, 1895.
- Georg Buschan, Influenza delle razze sulle malattie nervose e mentali, traduzione di Vincenzo Nisticò, Napoli, A. Delle Donne, 1902.
- Georg Buschan, Die Balkanvölker in Vergangenheit und Gegenwart, Stoccarda, Strecker & Schröder, post 1909.
- Georg Buschan, Illustrierte Völkerkunde, Stoccarda, Strecker & Schröder, 1910.
- Georg Hermann Theodor Buschan, Die Bulgaren, Stoccarda, Strecker & Schröder, 1917.
- Georg Buschan, Im anfang war das weib, Dresda, Carl Reissner, 1927.
- Georg Hermann Theodor Buschan, Kulturgeschichte Japans, Vienna, Bernina Verl., 1938.
- Georg Hermann Theodor Buschan, Uber Medizinzauber und Heilkunst im Leben der Völker, Berlino, Oswald Arnold, 1941.